# Geneviève Touraine
 (mars 2012).
Si vous disposez d'ouvrages ou d'articles de référence ou si vous connaissez des sites web de qualité traitant du thème abordé ici, merci de compléter l'article en donnant les références utiles à sa vérifiabilité et en les liant à la section « Notes et références ».
Pour les articles homonymes, voir Touraine (homonymie).
Geneviève Touraine, pseudonyme de Geneviève Tisserand, est une chanteuse classique (soprano), née le 20 novembre 1903 à Fontenay-sous-Bois (Val-de-Marne) et morte le 10 juillet 1982 à Neuilly-sur-Seine (Hauts-de-Seine).
Elle est la sœur aînée du baryton Gérard Souzay.

## Biographie
Elle naît dans une famille de musiciens installée à Chinon en Touraine (d'où le choix de son pseudonyme). Son père, Georges Tisserand, officier de carrière, joue du violoncelle, sa mère, Madeleine Hennique, a une belle voix de soprano. Ses trois frères montrent également de bonnes dispositions pour le chant, notamment le benjamin qui fera une carrière internationale sous le nom de Gérard Souzay.
Geneviève Touraine crée en 1942 le cycle de mélodies Fiançailles pour rire de Francis Poulenc, composé en 1939 sur des poèmes de Louise de Vilmorin. Elle enregistre également plusieurs disques de mélodies dont deux avec son frère mais sera relativement éclipsée par la renommée de ce dernier. Elle a enseigné son art durant plusieurs années à l'École normale de musique de Paris.

## Discographie
- Mélodies françaises, avec Gérard Souzay (baryton), Jacqueline Robin et Francis Poulenc (piano), Lumen, 1954-1957
- Mélodies de Jacques Leguerney, Albert Roussel, Joseph Canteloube, Henry Purcell, Claude Debussy, Gabriel Fauré, Charles Gounod, Emmanuel Chabrier et Francis Poulenc, Lumen, 1955.